# Paiute pipeline
Paiute pipeline — трубопровід, споруджений для подачі природного газу з району Скелястих гір до Невади та північної Каліфорнії.
Газопровід Paiute починається на південному заході Айови та слідує через Неваду до кордону з Каліфорнією поблизу озера Тахо. На основній ділянці у 1964 та 1977 роках прокладено дві нитки діаметром до 400 мм. Також існує ряд відгалужень, найбільшими серед яких є відводи до Елко, Gabbs та Ріно в Неваді. Загальна довжина системи в однонитковому виконанні з урахуванням відгалужень становить біля 900 миль.
Наповнення трубопроводу відбувається із Northwest Pipeline, який завдяки бідирекціональному характеру може подавати як канадський ресурс, так і газ із басейнів Скелястих гір.
На заході Невади біля Wadsworth газопровід має сполучення з Tuscarora pipeline, спорудженим в середині 1990-х від орегонського газового хабу Малін. Крім того, в 2010-х роках створені дві перемички (від основної лінії та відводу на Елко) з новим трубопроводом Ruby pipeline, який транспортує блакитне паливо із Вайомінгу.